# Carl Ulrik Silfverschiöld
Carl Ulrik Arvidsson Silfverschiöld, född 31 december 1749 i Jönköping, död 25 juni 1819 i Göteborg, var en svensk militär.

## Biografi
Carl Ulrik Silfverschiöld var son till hovrättspresidenten Arvid Silfverschiöld (1710–1781) och Ulrika Magdalena von Seth (1726–1794) som var dotter till riksrådet Gabriel von Seth (1690–1774) samt från 1795 gift med Catharina Elisabeth Matthiasdotter Elers (1767–1841) som var dotter till borgmästaren och riksdagsmannen Mathias Johansson Elers. Han var bror till Nils Silfverschiöld.
Silfverschiöld blev vid 10 års ålder kadett vid artilleriet 1759 och styckjunkare vid artilleriet i Helsingfors 1767 samt underlöjtnant vid artilleriet i Malmö samma år. Han förflyttades till artilleriet i Stockholm 1770 och blev löjtnant vid Göta artilleriregemente 1776. Silfverschiöld blev kapten vid Göta artilleriregemente 1783 samt tygmästare och överstelöjtnant  där 1787. Han utnämndes till överste och generalfälttygmästare  1791 och var regementschef vid Göta artilleriregemente 1801–1817. Han blev generalmajor 1809, och blev överkommendant över de svenska fasta fästningarna på rikets västra kust. I ett brev till kronprinsen 11 maj 1811 beskriver fältmarskalken von Essen hur general Silfverschiöld underrättat honom om att största delen av engelska flottan lämnat Vinga sand och grupperat om vid Belterhå med en betydande fartygskonvoj. Han var ledamot av Krigskollegium.
Han blev riddare av Svärdsorden 1789 och kommendör av Svärdsorden 1811 samt 
kommendör med stora korset av Svärdsorden 1817.
Silfverschiöld är begravd under en stenhäll på Stampens kyrkogård, strax intill Ullevi.